# Pristomyrmex
Genre
Pristomyrmex est un genre de fourmis de la sous-famille des Myrmicinae.

## Description

Schéma anatomique d’une fourmi ouvrière.

Les antennes ont 11 segments (y compris le scape). Des paires d'épines ou de fortes denticules sont présentes sur le pronotum et le propodeum. Ces épines sont uniques à Pristomyrmex et permettent une identification rapide de ces fourmis.

## Répartition
Les espèces de Pristomyrmex sont largement réparties en Asie orientale. Cependant, six espèces sont également endémiques des forêts humides de l'est de l'Australie et cinq autres sont endémiques d'Afrique. Trois se rencontrent également sur l'île Maurice et à la Réunion. Pristomyrmex punctatus peut aussi se rencontrer en Chine, au Japon et en Corée (trois pays dans lesquelles elle est une espèce invasive). Cette même espèce a été identifiée près de deux ports aux États-Unis, ce qui suggère qu'elle peut se répandre dans le monde via le commerce humain.

## Liste des espèces
selon GBIF (18 mai 2025) : 
- Pristomyrmex africanus Karavaiev, 1931
- Pristomyrmex archaios Radchenko & Dlussky, 2018
- Pristomyrmex bicolor Emery
- Pristomyrmex bispinosus (Donisthorpe, 1949)
- Pristomyrmex brevispinosus Emery, 1887
- Pristomyrmex browni Wang, 2003
- Pristomyrmex castaneicolor Donisthorpe, 1949
- Pristomyrmex castor Donisthorpe, 1944
- Pristomyrmex coggii Emery, 1897
- Pristomyrmex collinus Wang
- Pristomyrmex costatus Wang
- Pristomyrmex cribrarius Arnold, 1926
- Pristomyrmex distinguendus
- Pristomyrmex divisus Wang
- Pristomyrmex eduardi Forel, 1914
- Pristomyrmex elmesi Radchenko & Dlussky, 2018
- Pristomyrmex erythropus Taylor, 1968
- Pristomyrmex formosae Forel, 1912
- Pristomyrmex fossulatus (Forel, 1910)
- Pristomyrmex foveolatus Taylor, 1965
- Pristomyrmex fuscipennis (Smith, 1861)
- Pristomyrmex hirsutus Wang
- Pristomyrmex japonicus
- Pristomyrmex laevis (Smith, 1865)
- Pristomyrmex levigatus Emery, 1897
- Pristomyrmex longispinus Wang
- Pristomyrmex lucidus Emery, 1897
- Pristomyrmex mandibularis Mann, 1921
- Pristomyrmex mendanai Mann, 1919
- Pristomyrmex minusculus Wang, 2003
- Pristomyrmex nitidissimus Donisthorpe, 1949
- Pristomyrmex obesus Mann, 1919
- Pristomyrmex orbiceps (Santschi, 1914)
- Pristomyrmex orbiculatus Donisthorpe, 1948
- Pristomyrmex pangantihoni
- Pristomyrmex parumpunctatus Emery, 1887
- Pristomyrmex pegasus Mann, 1919
- Pristomyrmex picteti Emery, 1893
- Pristomyrmex pollux Donisthorpe, 1944
- Pristomyrmex pulcher Wang
- Pristomyrmex punctatus (Smith, 1860)
- Pristomyrmex pungens Mayr, 1866
- Pristomyrmex quadridens Emery, 1897
- Pristomyrmex quadridentatus (Andre, 1905)
- Pristomyrmex rasnitsyni Dlussky & Radchenko, 2011
- Pristomyrmex reticulatus Donisthorpe, 1949
- Pristomyrmex rugosus
- Pristomyrmex schoedli
- Pristomyrmex simplex Wang
- Pristomyrmex taurus Stitz, 1925
- Pristomyrmex thoracicus Taylor, 1965
- Pristomyrmex trachylissus (Smith, 1858)
- Pristomyrmex trispinosus (Donisthorpe, 1946)
- Pristomyrmex trogor Bolton, 1981
- Pristomyrmex tsujii Sarnat & Economo, 2013
- Pristomyrmex umbripennis (Smith, 1863)
- Pristomyrmex wheeleri Taylor, 1965
- Pristomyrmex wilsoni Taylor, 1968

## Systématique
Le nom scientifique complet (avec auteur) de ce taxon est Pristomyrmex Mayr, 1866. Le genre a été créé par l'entomologiste et professeur autrichien Gustav Mayr. Pristomyrmex a pour synonyme Odontomyrmex  .

## Écologie
La plupart des espèces de Pristomyrmex vivent dans des forêts humides, où elles ont un comportement prédateur ou charognard. Les fourmilières se trouvent généralement dans le sol, le bois mort (qu'il soit au sol ou sur des arbres encore debout) ou entre des racines. La taille des colonies varie énormément entre les différentes espèces, pouvant aller de quelques dizaines à plusieurs milliers d'individus.
Les espèces de Pristomyrmex présentent une grande variété de traits et de comportements inhabituels pour des fourmis. Ainsi, Pristomyrmex punctatus ne possède pas de reines, mais de très rares femelles ergatoïdes (en), une caste intermédiaire entre la reine et les ouvrières (ressemblant plus à ces dernières). Ces fourmis se reproduisent donc principalement par parthénogenèse thélytoque, une forme de parthénogénèse qui aboutit à une descendance uniquement composée de femelles et qui survient lorsque l'ovocyte parvient à se développer sans avoir subi de fécondation préalable.